# Bùi Đăng Phiệt
Bùi Đăng Phiệt (sinh năm 1948) là một sĩ quan cấp cao trong Quân đội nhân dân Việt Nam, hàm Thiếu tướng, nguyên Phó Tư lệnh Quân chủng Phòng không- Không quân (PK-KQ); nguyên Chủ nhiệm Kỹ thuật Quân chủng PK-KQ.

## Thân thế và sự nghiệp
• Ông sinh ngày 1 tháng 9 năm 1948, quê tại xã Kiến Quốc, huyện Ninh Giang, tỉnh Hải Dương.
• Nhập ngũ 28/11/1966. Được kết nạp Đảng ngày 26 tháng 3 năm 1968.
• Tháng 8 năm 1966, ông là sinh viên Trường Đại học Thủy Lợi.
• Tháng 11 năm 1966, ông nhập ngũ, là chiến sĩ Tiểu đoàn 80, Trung đoàn Tên lửa 257, Sư đoàn Phòng không 363, Quân chủng PK-KQ
• Tháng 7 năm 1968, học viên khoa Vô tuyến điện, Học viện Kỹ thuật Quân sự
• Tháng 11 năm 1973, trợ lý Ban Tên lửa, Phòng Kỹ thuật Sư đoàn PK 363, Quân chủng PK-KQ
• Tháng 4 năm 1976, học viên hệ Tham mưu Học viện Phòng không Không quân, Quân chủng PK-KQ
• Tháng 7 năm 1977, Đại đội trưởng Đại đội 1, Tiểu đoàn 81, Trung đoàn Tên lửa 238, Sư đoàn PK 363, Quân chủng PK-KQ
• Tháng 1 năm 1978, Tiểu đoàn phó Tiểu đoàn 84, Trung đoàn Tên lửa 238, Sư đoàn PK 363, Quân chủng PK-KQ
• Tháng 6 năm 1978, Tiểu đoàn phó Tiểu đoàn 81, Trung đoàn Tên lửa 238, Sư đoàn PK 363, Quân chủng PK-KQ
• Tháng 2 năm 1979, Tiểu đoàn trưởng Tiểu đoàn 82, Trung đoàn Tên lửa 238, Sư đoàn PK 363, Quân chủng PK-KQ
• Tháng 9 năm 1980, học viên Học viện Phòng không Quốc gia Giu-cốp-xki (Liên Xô)
• Tháng 8 năm 1984, Trung đoàn phó rồi Trung đoàn phó kiêm Tham mưu trưởng Trung đoàn Tên lửa 253, Sư đoàn PK 365, Quân chủng PK-KQ
• Tháng 5 năm 1987, Lữ đoàn phó rồi Lữ đoàn phó kiêm tham mưu trưởng Lữ đoàn Tên lửa 255, Sư đoàn PK 363, Quân chủng PK-KQ
• Tháng 5 năm 1989, Lữ đoàn trưởng Lữ đoàn Tên lửa 255, Sư đoàn PK 363, Quân chủng PK-KQ
• Tháng 9 năm 1990, học viên Hệ đào tạo khóa 11, Học viện Quốc phòng
• Tháng 7 năm 1992, Sư đoàn phó Sư đoàn PK 365, Quân chủng PK-KQ
• Tháng 5 năm 1993, Sư đoàn phó kiêm tham mưu trưởng Sư đoàn Phòng không 378, Quân chủng PK-KQ
• Tháng 6 năm 1995, Sư đoàn trưởng Sư đoàn PK 378, Quân chủng PK-KQ
• Tháng 5 năm 1997, Sư đoàn trưởng Sư đoàn PK 377, Quân chủng PK-KQ
• Tháng 6 năm 1998, Chủ nhiệm Kỹ thuật, Quân chủng PK-KQ
• Tháng 2 năm 2002, là Phó Tư lệnh Quân chủng PK-KQ
• Năm 2009, nghỉ hưu.
• Thiếu tướng (7- 2003).

## Phần thưởng cao quý
• Huân chương Quân công hạng ba
• Huân chương Chiến công hạng Nhất, Nhì.
• Huân chương Kháng chiến chống Mỹ hạng Ba
• Huân chương Chiến sĩ vẻ vang (hạng Nhất, Nhì, Ba)
• Huy chương Quân kỳ quyết thắng
• Huy chương Vì sự nghiệp kiểm tra của Đảng
• Huy chường Vì sự nghiệp dân vận của Đảng
• Huy chương Vì sự nghiệp Khoa học và Công nghệ
• Huy chương Vì sự nghiệp Công tác tổ chức xây dựng Đảng. 